# Cattedrale dell'Immacolata Concezione (Santa Fe de Antioquia)
La Cattedrale dell'Immacolata Concezione di Antioquia, ufficialmente Basilica Cattedrale Metropolitana dell'Immacolata Concezione, è una chiesa cattedrale di culto cattolico dedicata alla Vergine Maria nel suo attributo di Immacolata Concezione. La chiesa si trova sul lato nordorientale della piazza principale della città colombiana di Santa Fe de Antioquia (o anche semplicemente Antioquia). Essa è la sede episcopale dell'Arcidiocesi di Santa Fe de Antioquia e del Capitolo metropolitano.
Fu progettata dall'architetto e frate cappuccino Domingo de Petrés, autore anche della Cattedrale Primaziale della Colombia di Bogotà. 

## Descrizione
Il suo stile può essere considerato neoclassico con dettagli in stile barocco. Ha una sola torre campanaria di 47 metri di altezza, ha pianta rettangolare e all'interno si sviluppa su tre navate con archi a tutto sesto poggianti su pilastri di ordine tuscanico. Si distingue per le valide opere artistiche coloniali che ospita all'interno. Il rione storico (cattedrale compresa) di Santa Fe di Antioquia, antica capitale del dipartimento di Antioquia, fu dichiarato Monumento nazionale della Colombia con legge 163 del 30 dicembre 1959.

## Storia
Verso la fine del secolo XVIII la chiesa parrocchiale di Santa Fe de Antioquia rischiava di perdere la copertura a causa delle termiti che avevano distrutto buona parte della struttura del tetto. A causa di ciò, e della continua aspirazione della popolazione di avere una chiesa più ampia che potesse diventare degnamente la cattedrale dell'istituenda nuova diocesi, su decisione unanime del consiglio comunale e del parroco, ebbero inizio i lavori per la sua costruzione, visto che allora vi era già la promessa formale sia da parte della Santa Sede, sia da parte della monarchia spagnola di stabilire ad Antioquia una nuova diocesi.

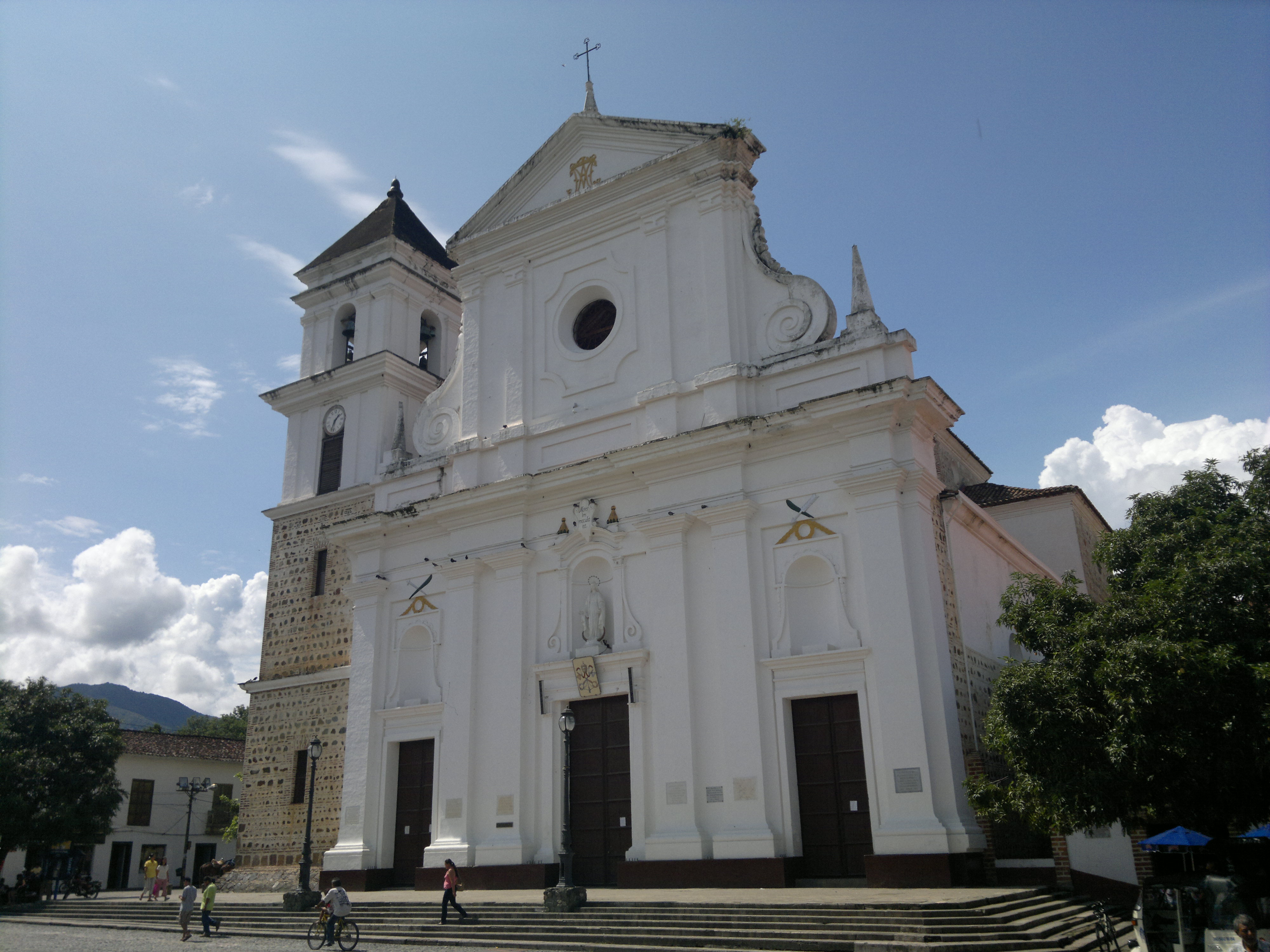
Facciata della cattedrale.

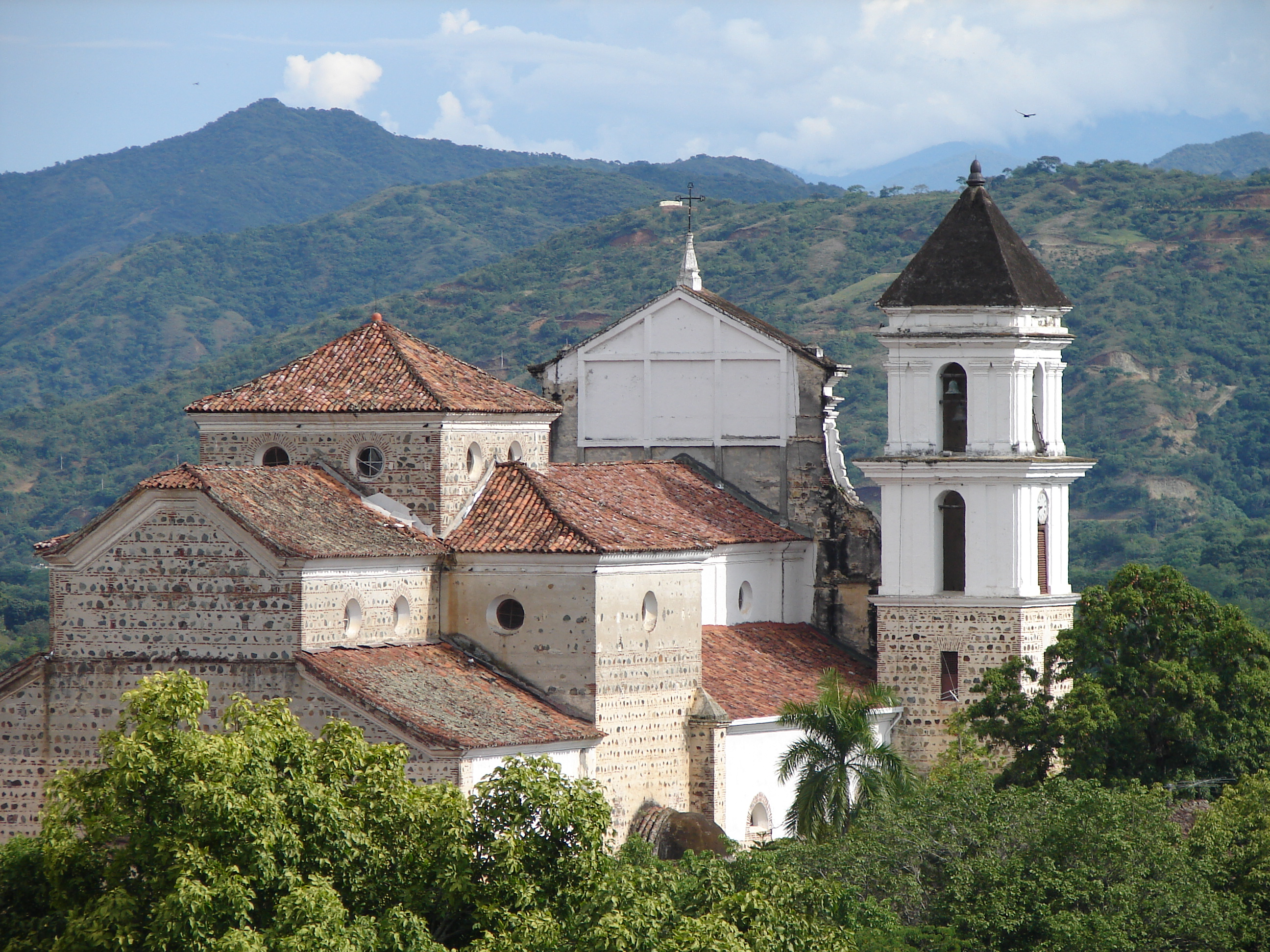
Vista posteriore della cattedrale.

Il progetto per la costruzione fu affidato all'architetto cappuccino, fra' Domingo de Petrés e la realizzazione a Manuel Antonio e a Juan Esteban Martínez.  Oltre ai fondi ricevuti, vi fu la partecipazione popolare diretta di tutti gli abitanti, senza distinzione sociale, che prestarono la loro opera per il trasposto di tegole, mattoni, pietre, terra, ecc. Fino al luogo dove veniva realizzata l'opera.
Juan Esteban Martínez si consacrò totalmente al compito assegnatogli: i suoi schiavi vi lavoravano, non chiese un centesimo per la sua attività, anzi la finanziò egli stesso con propri fondi.
Il 31 agosto 1804,con bolla di papa Pio VII, fu creata la Diocesi di Antioquia, ma a causa di alcuni inconvenienti, solo nel 1827 fu nominato il primo vescovo della nuova diocesi, fra' Mariano Garnica y Orjuela, che giunse a Santa Fe de Antioquia il 1º giugno 1828 e ne iniziò immediatamente l'organizzazione. La costruzione procedette con lentezza a causa delle sue notevoli dimensioni e alle difficoltà di reperimento dei fondi. Fra' Mariano morì nel 1832 e nel 1835 fu nominato in sua vece monsignor Juan de la Cruz Gómez Plata, che giunse nella sede episcopale il 31 agosto del 1835. Due anni dopo Martínez comunicò ufficialmente che l'opera, nelle sue strutture principali, era terminata e il 7 dicembre 1837 la cattedrale fu consacrata dal nuovo vescovo, venne portata nella nuova cattedrale la immagine dell'Immacolata, che era stata traslata provvisoriamente dall'inizio dei lavori nella chiesa di Santa Barbara,  e il giorno dopo vi fu celebrata la prima messa in forma pontificale.

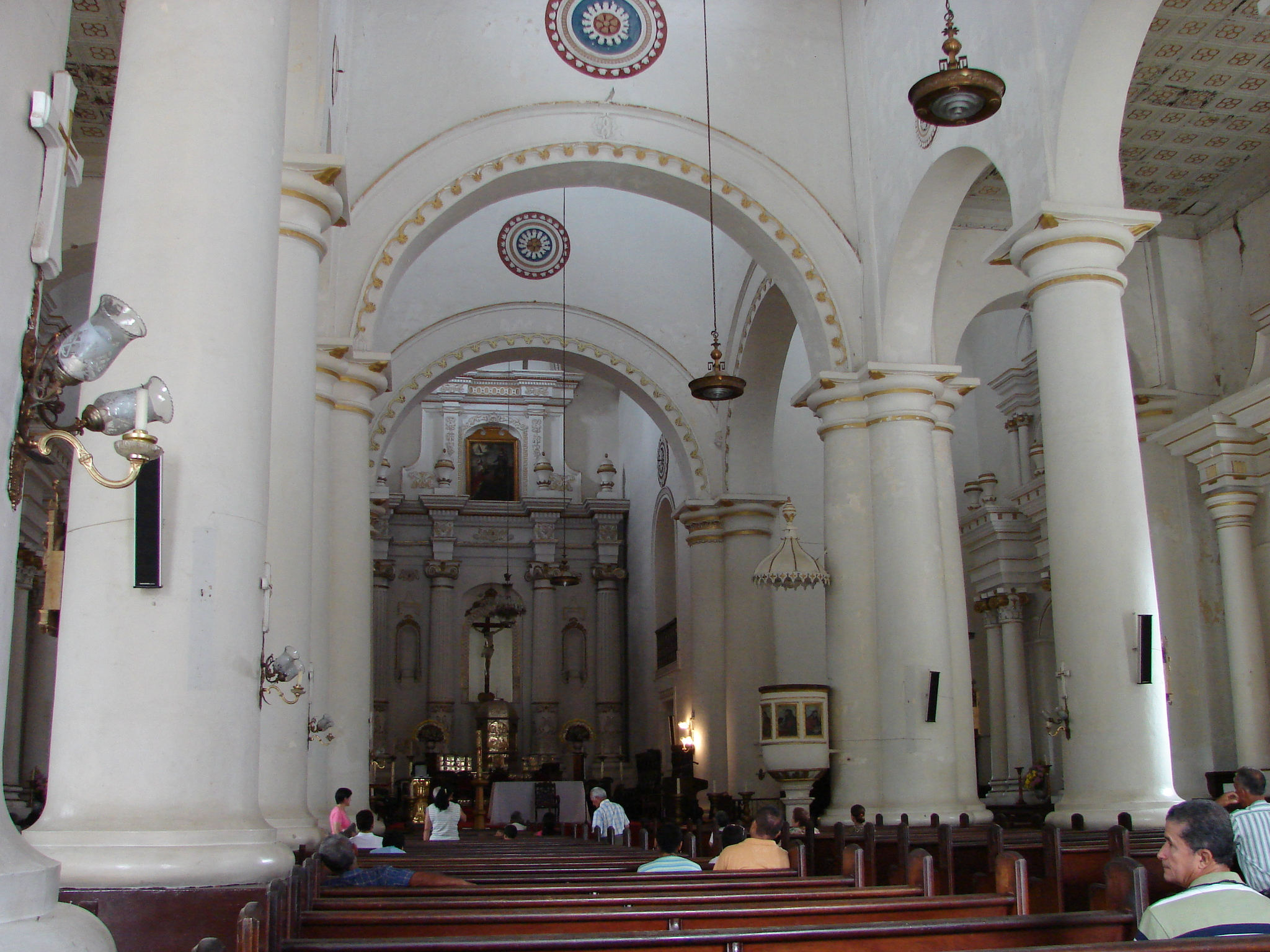
Navata centrale della cattedrale

Monsignor Gómez Plata ordinò un orologio per la torre e un organo per la cattedrale: l'orologio fu installato l'8 aprile 1843, ma l'organo non giunse a destinazione nel tempo previsto, poiché la nave su cui era stato trasportato aveva fatto naufragio all'arrivo in porto a Puerto Nare. Dato per perso, fu invece ritrovato da un valente colombiano, che alcuni giorni dopo si era lanciato alla sua ricerca nel fiume Magdalena. Creduto perso e ritrovato, l'organo fu ricevuto dal giubilo popolare a Santa Fe de Antioquia. Nei primi anni del XX secolo esso fu ritirato dalla cattedrale e trasferito nella chiesa di Santa Barbara della stessa città.
Nel 1937 fu celebrato il primo centenario della consacrazione della cattedrale. A metà del XX secolo il vescovo di Antioquia, Guillermo Escobar Vélez, ordinò un nuovo organo di 950 canne alla ditta tedesca E.F. Walcker di Ludwigsburg. 
Il 5 marzo 1941 la cattedrale fu elevata al rango di basilica minore
 e il 18 giugno 1988 a quello di cattedrale metropolitana.